# Bugatti Royale
Bugatti Type 41, mai cunoscută sub numele de Royale, a fost o mașină de lux în lungime de 6,4 m și un ampatament de 4,3 m. Cântărea aproximativ 3175 kg și era propulsată de un motor de 12,7 litri (12673 cmc) cu 8 cilindri în linie.
Ettore Bugatti avea de gând să construiască 25 de astfel de mașini pe care să le vândă caselor regale. Din cauza declanșării Marii crize economice Bugatti a reușit să vândă doar trei dintre cele șase construite, nici una nefiind cumpărată de vreun cap încoronat. Astăzi o Bugatti Royale este una dintre cele mai mari și mai rare mașini din lume.

## Design
Se spune că modelul Type 41 a apărut pentru că Ettore Bugatti nu a vrut să-i dea dreptate unei aristocrate engleze care spunea că mașinile sale nu sunt la fel de bune ca cele produse de Rolls Royce.
Prototipul avea un motor de aproape 15 litri, dar varianta produsă pe scară largă avea cursa redusă de la 150 la 130 de mm și o capacitate de 12,7 litri. Motorul era construit în jurul unui singur bloc imens, care la dimensiunile sale (aproximative) de 1,4 m (lungime) și 1,1 m (înălțime) este unul dintre cele mai mari motoare de automobil produse vreodată. Puterea motorului este estimată a fi între 275 și 300 CP.

## Producție
În 1928 Ettore Bugatti anunța că "în acest an regele Alfonso al Spaniei va primi propria sa Royale", dar monarhul a fost detronat înainte să intre în posesia mașinii. Prima dintre mașini care și-a găsit cumpărător a fost livrată abia în 1932. Modelul standard cu un preț al șasiului de 30.000 $ apărea pe piață în momentul în care economia mondială intra în Marea criză economică a anilor '30. Șase exemplare au fost construite între 1929 și 1933, doar trei fiind vândute unor clienți externi. Create pentru regi, nici una nu a fost vândută vreunui monarh, iar Bugatti chiar a refuzat să vândă una regelui Zog I al Albaniei.
Toate cele șase modele construite există încă, fiecare având o altă caroserie - unele dintre ele au fost recarosate de câteva ori între timp. Prototipul a fost distrus într-un accident în 1931.

### 41.110 Coupe Napoleon

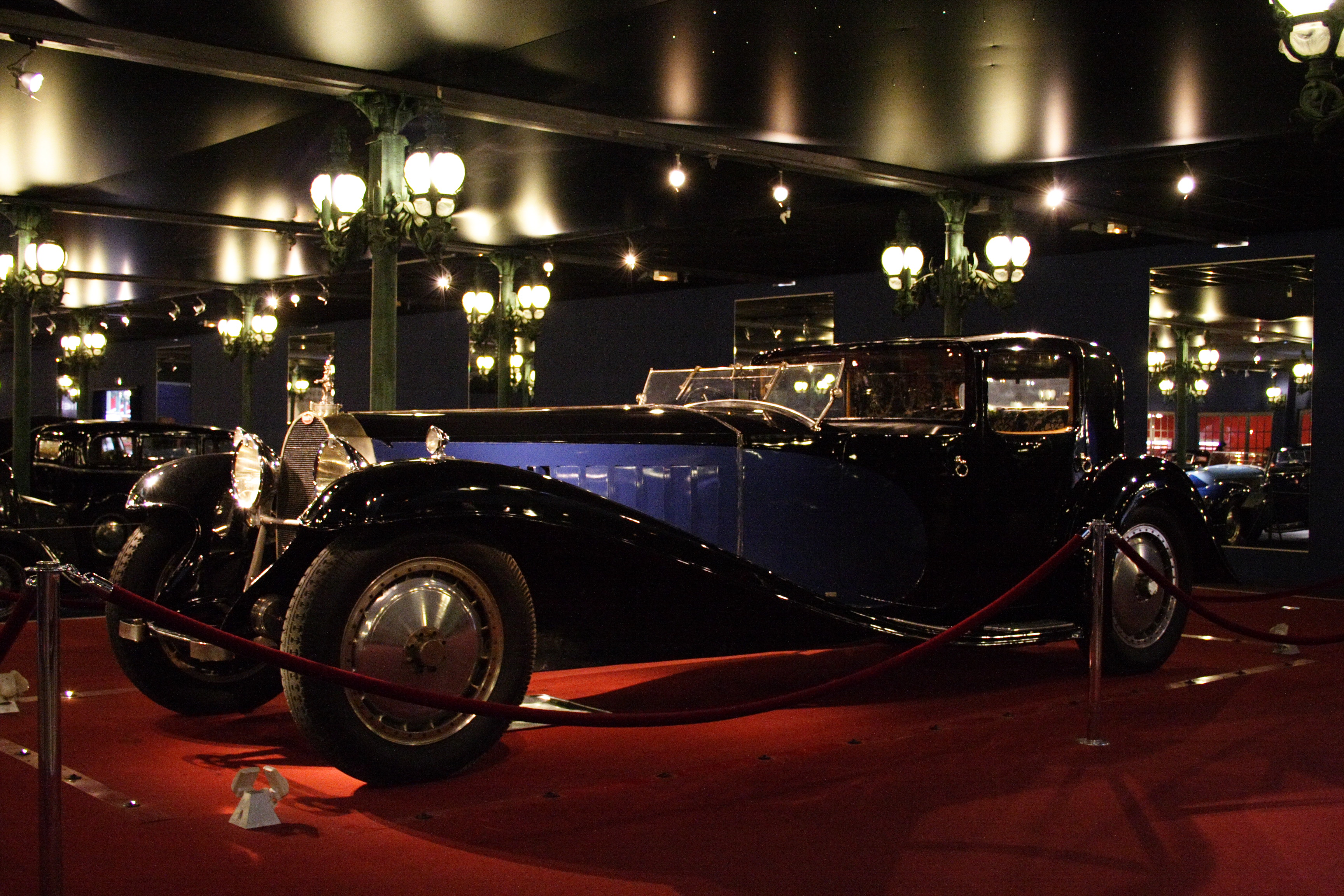
Șasiul nr.41.110, cunoscut ca și Coupe Napoleon, parte a colecției din Muzeul Național al Automobilului din Mulhouse

- Prima mașină are numărul de șasiu 41.110
- Este cunoscută sub numele de Coupe Napoleon
- Pe acest model s-a montat motorul prototip de 14,7 litri
- Inițial avea o caroserie Packard, dar a fost recarosată ca un coupe cu două uși de către constructorul de limuzine parizian Weymann. În alte perioade a avut de asemenea alte caroserii.
- Coupe Napoleon a fost folosit de Ettore Bugatti și mai târziu a devenit mașina sa personală. A rămas în posesia familiei la castelul din Ermenonville până când dificultăți financiare au determinat vânzarea ei în 1963, când a devenit proprietatea pasionatului de Bugatii Fritz Schlumpf.
- A suferit un accident atunci când Ettore a adormit la volan (în 1930 sau 1931) pe drumul de la Paris spre Alsacia și a necesitat o reconstrucție majoră.
- A fost zidită împreună cu 41.141 și 41.150 în timpul celui de-al doilea război mondial la casa familiei Bugatti din Ermenonville, pentru a evita rechiziționarea ei de către armata germană.[1]
- Vândută de L'Ebe Bugatti fraților Schlumpf
- Se găsește în Muzeul Național al Automobilului din Mulhouse împreună cu 41.131, cumpărată de frații Schlumpf de la John Shakespeare.[1]

### 41.111 Coupe de Ville Binder
- A doua mașină construită, prima care și-a găsit cumpărător.
- Cunoscută sub numele Coupe de Ville Binder.
- Vândută în aprilie 1932 producătorului francez de haine Armand Esders. Fiul cel mai mare al lui Ettore, Jean, a creat pentru mașină o caroserie deschisă spectaculoasă, cu două locuri, dar fără faruri. Sub această formă a fost cunoscută ca Royale Esders Roadster.
- Cumpărată de omul politic francez Paternotre, mașina a fost recarosată în stilul Coupe de Ville de carosierul Henri Binder. Din acest moment, numele ei a devenit Coupe de Ville Binder.
- Această mașină a fost cât pe ce să împlinească dorința inițiala a lui Ettore Bugatti - recarosarea ei a fost făcută la comanda Regelui României, dar nu a mai fost livrată acestuia din cauza izbucnirii celui de-al doilea război mondial.
- În timpul războiului a fost ascunsă în canalizarea Parisului.
- După război a ajuns în Marea Britanie, fiind apoi cumpărată de Dudley C. Wilson din Florida în 1954. La moartea acestuia, în 1961, a ajuns în proprietatea bancherului Mills B. Lane din Atlanta, iar în 1964 a devenit parte a colecției Harrah din Reno, Nevada.
- În 1999, Volkswagen AG, noul proprietar al mărcii Bugatti a cumpărat mașina pentru o sumă estimată la 20.000.000 $. Folosită actual ca vehicul de promovare a mărcii, este expusă în diverse locații și muzee.

### 41.121 Cabriolet Weinberger
- A treia mașină are numărul de șasiu 41.121.
- Cunoscută drept Cabrioletul Weinberger.
- Vândută în 1932 obstetricianului german Josef Fuchs, acesta i-a comandat carosierului Ludwig Weinberger din Munchen să-i construiască un cabriolet decapotabil. Vopsită negru cu galben, mașina i-a fost livrată doctorului Fuchs în luna mai 1932.
- Odată cu creșterea tensiunilor politice în Germania dinainte de război, Fuchs s-a mutat în Italia și apoi în Japonia, stabilindu-se în final în New York în jurul anului 1937, ducându-și mașina cu el.
- Mașina a fost admirată de către Charles Chayne, viitor CEO al General Motors. Chayne a regăsit-o mai târziu într-un cimitir de mașini și a cumpărat-o în 1946 pentru 400 de dolari.